# 保羅·塞拉斯
保羅·塞隆·塞拉斯（英語：Paul Theron Silas，1943年7月12日—2022年12月12日），是美國前職業籃球運動員和前NBA教練。兒子為教練斯蒂芬·塞拉斯。

## 職業生涯
塞拉斯在1964年選秀的第二輪被聖路易斯老鷹選中。在職業生涯開局相對較慢之後，塞拉斯在1968-69賽季的籃板和場均得分都達到了兩位數，場均得到11.7個籃板和13.4分。那個賽季，他的籃板平均得分在老鷹隊中排名第三，僅次於隊友澤爾莫·比蒂（11.7分）和比爾·布里奇斯（13.4分）。在老鷹隊效力了五個賽季後，塞拉斯被交易到鳳凰城太陽，換取了入選1969年NBA最佳新秀陣容的加里·格雷戈爾。
在太陽隊的三個賽季中，塞拉斯每個賽季的籃板和得分平均為雙十，在1971年和1972年入選NBA最佳防守陣容第二隊，並參加了1972年NBA全明星賽。在1971-72賽季，塞拉斯在太陽隊的第三個賽季，在80場比賽中搶下了955個籃板，並得到了職業生涯最高的每場17.5分。1972年9月，塞拉斯被送到波士頓塞爾提克，這筆交易允許太陽隊獲得查理·斯科特的權利，後者在1971-72賽季以場均34.6分的成績領先ABA。
在塞爾提克隊期間，塞拉斯於1973年入選NBA最佳防守陣容第二隊，1975年和1976年入選NBA最佳防守陣容第一隊，並參加了1975年NBA全明星賽。塞拉斯是塞爾提克隊在1974年和1976年NBA總冠軍的關鍵貢獻者。
在丹佛金塊的唯一一個賽季（1976-77）之後，塞拉斯被交易到西雅圖超音速。塞拉斯在西雅圖作為執行者發揮了重要作用，超音速隊在1978年和1979年與塞拉斯一起進入了冠軍系列賽，在對陣華盛頓子彈的五場比賽中贏得了1979年NBA總決賽。
在他的NBA職業生涯中，塞拉斯在16個賽季中獲得了超過10，000分和10，000個籃板，參加了兩場NBA全明星賽，並贏得了三枚總冠軍戒指（1974年和1976年兩枚波士頓塞爾提克，1979年西雅圖超音速）。他兩次入選NBA最佳防守陣容第一隊，三次入選NBA最佳防守陣容第二隊。